# Britannic (film)
Britannic er en drama-katastrofefilm fra  2000, instrueret af Brian Trenchard-Smith. Filmen blev udgivet den 10. januar 2000 i USA.
Filmens handlinger er en fri fortolkning af omstændighederne ved forliset af det britiske hospitalsskib Britannic i 1916. 